# USS Triton (SS-201)
| «Тритон» | «Тритон»                                                                             | «Тритон»                                                                             |
| --- | ------------------------------------------------------------------------------------ | ------------------------------------------------------------------------------------ |
| USS Triton (SS-201) |                                                                                      |                                                                                      |
| |                                                                                      |                                                                                      |
| Американський ПЧ «Тритон». 1940 |                                                                                      |                                                                                      |
| Верф | Портсмутська військово-морська верф, Кіттері, штат Мен                               | Портсмутська військово-морська верф, Кіттері, штат Мен                               |
| Під прапором | США                                                                                  | США                                                                                  |
| Належність | ВМС США                                                                              | ВМС США                                                                              |
| Порт приписки | Перл-Гарбор                                                                          | Перл-Гарбор                                                                          |
| На честь | міфологічного тритона — у давньогрецькій міфології — сина Посейдона й Амфітріти      | міфологічного тритона — у давньогрецькій міфології — сина Посейдона й Амфітріти      |
| Замовлення | 2 серпня 1938                                                                        | 2 серпня 1938                                                                        |
| Закладений | 5 липня 1939                                                                         | 5 липня 1939                                                                         |
| Спуск на воду | 25 березня 1940                                                                      | 25 березня 1940                                                                      |
| Введений до складу флоту | 15 серпня 1940                                                                       | 15 серпня 1940                                                                       |
| Виведений зі складу флоту | 23 грудня 1947                                                                       | 23 грудня 1947                                                                       |
| На службі | 1940—1943                                                                            | 1940—1943                                                                            |
| Загибель | 15 березня 1943 року затоплений японським есмінцем поблизу островів Адміралтейства   | 15 березня 1943 року затоплений японським есмінцем поблизу островів Адміралтейства   |
| Бойовий досвід | Друга світова війна Тихоокеанський ТВД                                               | Друга світова війна Тихоокеанський ТВД                                               |
| Проєкт |                                                                                      |                                                                                      |
| Тип ПЧ | дизель-електричний торпедний ДПЧ                                                     | дизель-електричний торпедний ДПЧ                                                     |
| Розробник проєкту | Electric Boat                                                                        | Electric Boat                                                                        |
| Основні характеристики |                                                                                      |                                                                                      |
| Швидкість (надводна) | 20,4 вузла (38,1 км/год)                                                             | 20,4 вузла (38,1 км/год)                                                             |
| Швидкість (підводна) | 8,75 вузла (16 км/год)                                                               | 8,75 вузла (16 км/год)                                                               |
| Робоча глибина занурення | 76 м                                                                                 | 76 м                                                                                 |
| Гранична глибина занурення | 150 м                                                                                | 150 м                                                                                |
| Дальність плавання | 11 000 миль (20 000 км) на швидкості 10 вузлів (18,6 км/год) (надводна)              | 11 000 миль (20 000 км) на швидкості 10 вузлів (18,6 км/год) (надводна)              |
| Автономність плавання | 48 годин на швидкості 2 вузли (3,7 км/год) (підводна) 75 днів                        | 48 годин на швидкості 2 вузли (3,7 км/год) (підводна) 75 днів                        |
| Екіпаж | 60 офіцерів та матросів                                                              | 60 офіцерів та матросів                                                              |
| Розміри |                                                                                      |                                                                                      |
| Довжина найбільша (по КВЛ) | 93,62 м                                                                              | 93,62 м                                                                              |
| Ширина корпусу найб. | 8,31 м                                                                               | 8,31 м                                                                               |
| Середня осадка (по КВЛ) | 4,458 м                                                                              | 4,458 м                                                                              |
| Водотоннажність надводна | 1499 т                                                                               | 1499 т                                                                               |
| Водотоннажність підводна | 2408 т                                                                               | 2408 т                                                                               |
| Силова установка |                                                                                      |                                                                                      |
| дизель-електрична; 4 × головні дизельні двигуни Electro-Motive Diesel Model 16-248 2 × 126-секційні хімічні батареї типу «Сарго» 4 × високошвидкісні електродвигуни General Electric з редукторами |                                                                                      |                                                                                      |
| Гвинти | 2                                                                                    | 2                                                                                    |
| Потужність | 2740—5400 к.с.                                                                       | 2740—5400 к.с.                                                                       |
| Озброєння |                                                                                      |                                                                                      |
| Артилерія | 1 × 76-мм корабельна гармата 3"/50                                                   | 1 × 76-мм корабельна гармата 3"/50                                                   |
| Торпедно- мінне озброєння | 10 × 533-мм торпедних апаратів 24 торпеди                                            | 10 × 533-мм торпедних апаратів 24 торпеди                                            |
| ППО | 1 × 40-мм зенітна гармата Bofors L60 1 × 20-мм автоматична зенітна гармата «Ерлікон» | 1 × 40-мм зенітна гармата Bofors L60 1 × 20-мм автоматична зенітна гармата «Ерлікон» |

«Тритон» (англ. USS Triton (SS-201) — американський дизель-електричний океанський підводний човен типу «Тамбор», що перебував у складі військово-морських сил США у роки Другої світової війни. 

## Історія створення
«Тритон» був закладений 5 липня 1939 року на верфі Портсмутської військово-морської верфі у місті Кіттері, штат Мен. 25 березня 1940 року він був спущений на воду, а 15 серпня 1940 року увійшов до складу ВМС США. Човен був першим підводним човном і третім кораблем ВМС Сполучених Штатів, названим на честь Тритона, міфологічного грецького бога, посланця моря.

## Історія служби
Корабель ніс військову службу переважно на Тихому океані. Протягом 14 місяців «Тритон» здійснив п'ять патрулів, і човну приписують потоплення японських вантажних суден та військових кораблів на понад 20 000 тонн. Приблизно 15 березня 1943 року корабель був втрачений.
З 14 січня по 26 березня 1941 року підводний човен проходив тренування з мінування в Карибському морі, а потім проводив тренування та навчання з мінування в районі Портсмут, Нью-Гемпшир — Нью-Лондон, Коннектикут. 1 липня «Тритон» вирушив з Портсмута, пройшов через Панамський канал 12 липня і 20 липня прибув до Сан-Дієго. Через дев'ять днів він разом із однотипним кораблем «Траут» вирушив на Гаваї та 4 серпня 1941 року прибув до ВМБ Перл-Гарбор.
16 лютого «Тритон» розпочав свій шостий і останній бойовий похід, висуваючись у квадрат між Шортлендським басейном і Рабаулом. 6 березня підводний човен атакував конвой з п'яти кораблів, супроводжуваних есмінцями, потопивши вантажне судно Kiriha Maru і пошкодивши ще одне вантажне судно. У ніч на 8 березня підводний човен атакував інший конвой і доповів, що п'ять із восьми випущених ним торпед влучили. 11 березня «Тритон» повідомив, що переслідує два конвої, кожен з яких складається з п'яти або більше суден. Йому повідомили, що «Тригер» діє в прилеглій зоні, і наказали залишатися на південь від екватора. 13 березня «Тритон» був попереджений розвідкою, що три ворожі есмінці, включно з «Акікадзе», знаходяться в його районі патрулювання і або шукають конвой, або полюють на американські підводні човни.
15 березня «Тритон» доповів, що атакував конвой і був контратакований глибинними бомбами. Більше ніяких повідомлень від «Тритона» не надходило. Післявоєнна перевірка японських записів довела, що 15 березня 1943 року три японські есмінці атакували підводний човен трохи на північний захід від району, призначеного «Тритону», і згодом помітили нафтову пляму, уламки та предмети з американським маркуванням.